# Uran Ismaili
Uran Ismaili (ur. 19 października 1979 w Prisztinie) – kosowski polityk, wiceprzewodniczący Demokratycznej Partii Kosowa.

## Życiorys
Ukończył studia psychologiczne na Uniwersytecie Graceland, następnie ukończył studia z zakresu administracji publicznej na Uniwersytet Harvarda.
Od 2007 roku jest bezpośrednio związany z Demokratyczną Partią Kosowa; w tym czasie Uran Ismaili był członkiem zarządu oddziału partii w Prisztinie. Współpracuje z Kadrim Veselim; od 2013 roku jest szefem jego sztabu, wcześniej był doradcą ministra rolnictwa i transportu.

## Życie prywatne
Jest żonaty z Arizoną Berdynaj, z którą ma dwoje dzieci.